# Cimetière de Bourg-en-Bresse
Le cimetière de Bourg-en-Bresse, parfois appelé le cimetière de Challes, est l'unique cimetière de Bourg-en-Bresse dans l'Ain en France.
Le site web de la mairie indique que le site s'étend sur 11 hectares sur lequel se trouvent 580 arbres. Il contient 12 812 emplacements (hors jardin du souvenir et ossuaire).

## Histoire et situation
Le cimetière de Bourg-en-Bresse a été créé en 1830 en remplacement du précédent situé sur l'emplacement de la place Bernard.
Le premier columbarium date de 1974, avant qu'il ne soit complété par un nouveau columbarium en 1997. Au début des années 2000, la crémation représente 22 % des concessions du cimetière de Bourg-en-Bresse.
Le territoire historique du cimetière est complété par deux hectares adjacents côté gendarmerie, sur lesquels se trouve notamment le carré musulman.
Se trouvent à l'entrée du cimetière, un ensemble de plaques commémoratives, en particulier six d'entre elles en hommage au 1er régiment de tirailleurs marocains. Une plaque rend hommage à Marie Dauphin, Juste parmi les Nations.

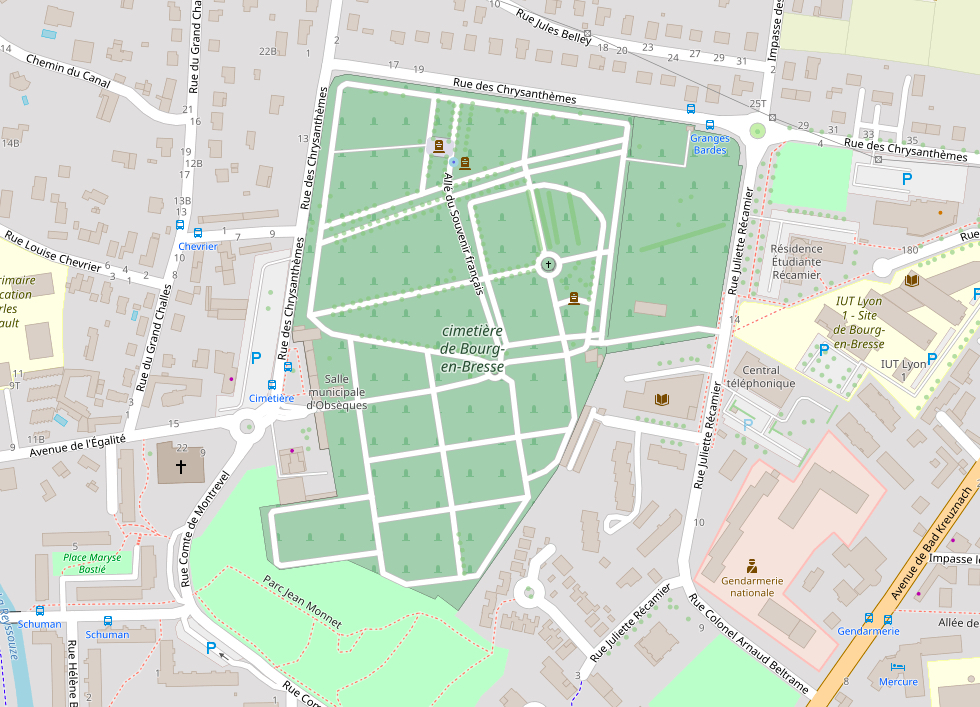
Localisation du cimetière dans le quartier des Challes, avec notamment le parc Jean-Monnet au sud, et la gendarmerie nationale à l'est.

## Organisation du carré militaire
Carré militaire Général Albert Senault autour de la tombe d'Albert Senault (1835-1893), il inclut en particulier :
- - l'Ossuaire militaire créé en 2022[3], tombe de Claudius Four entre autres ;
  - le Monument à la mémoire des français d'outre-mer morts pour la patrie.

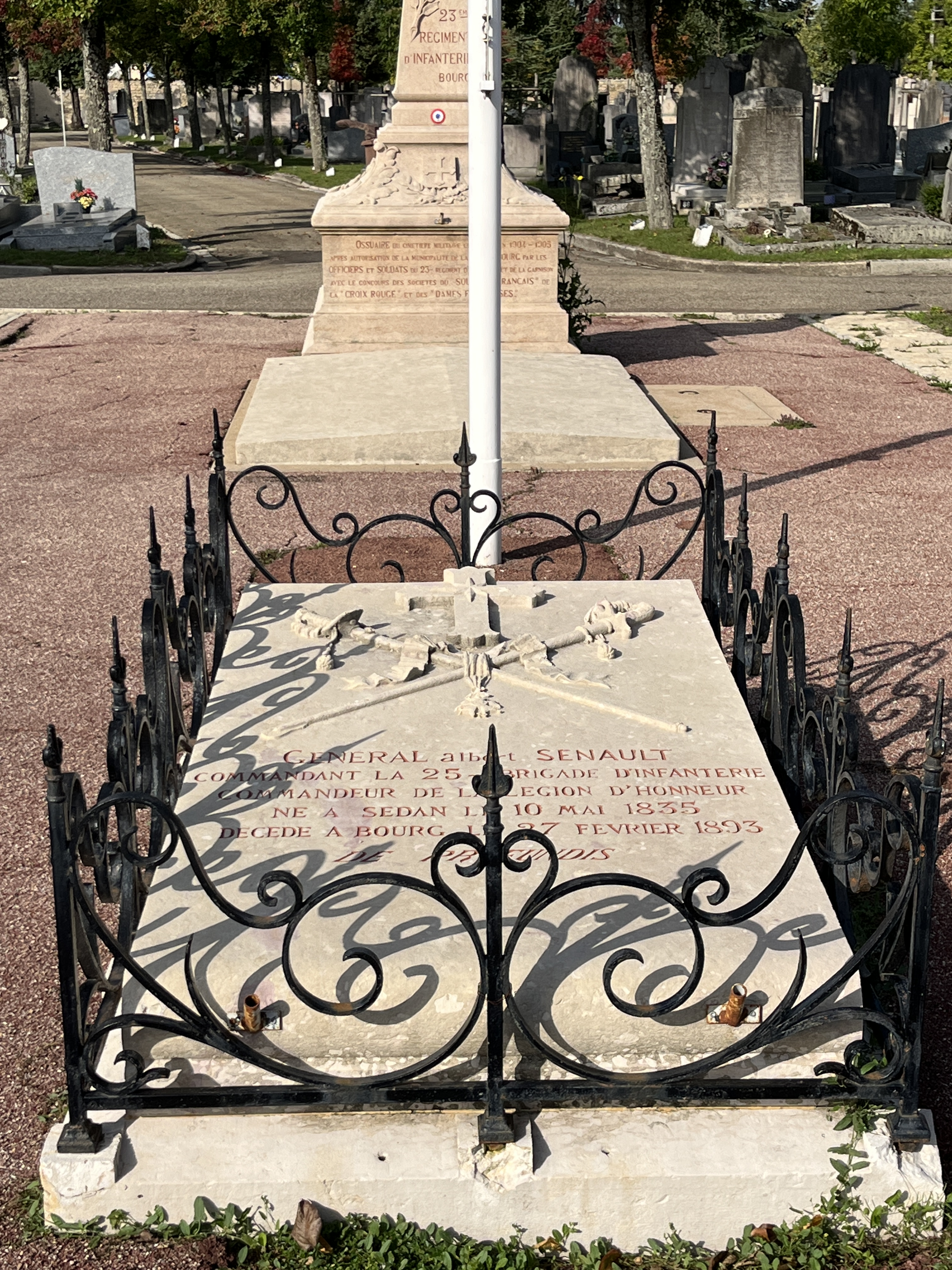
Tombe d'Albert Senault.
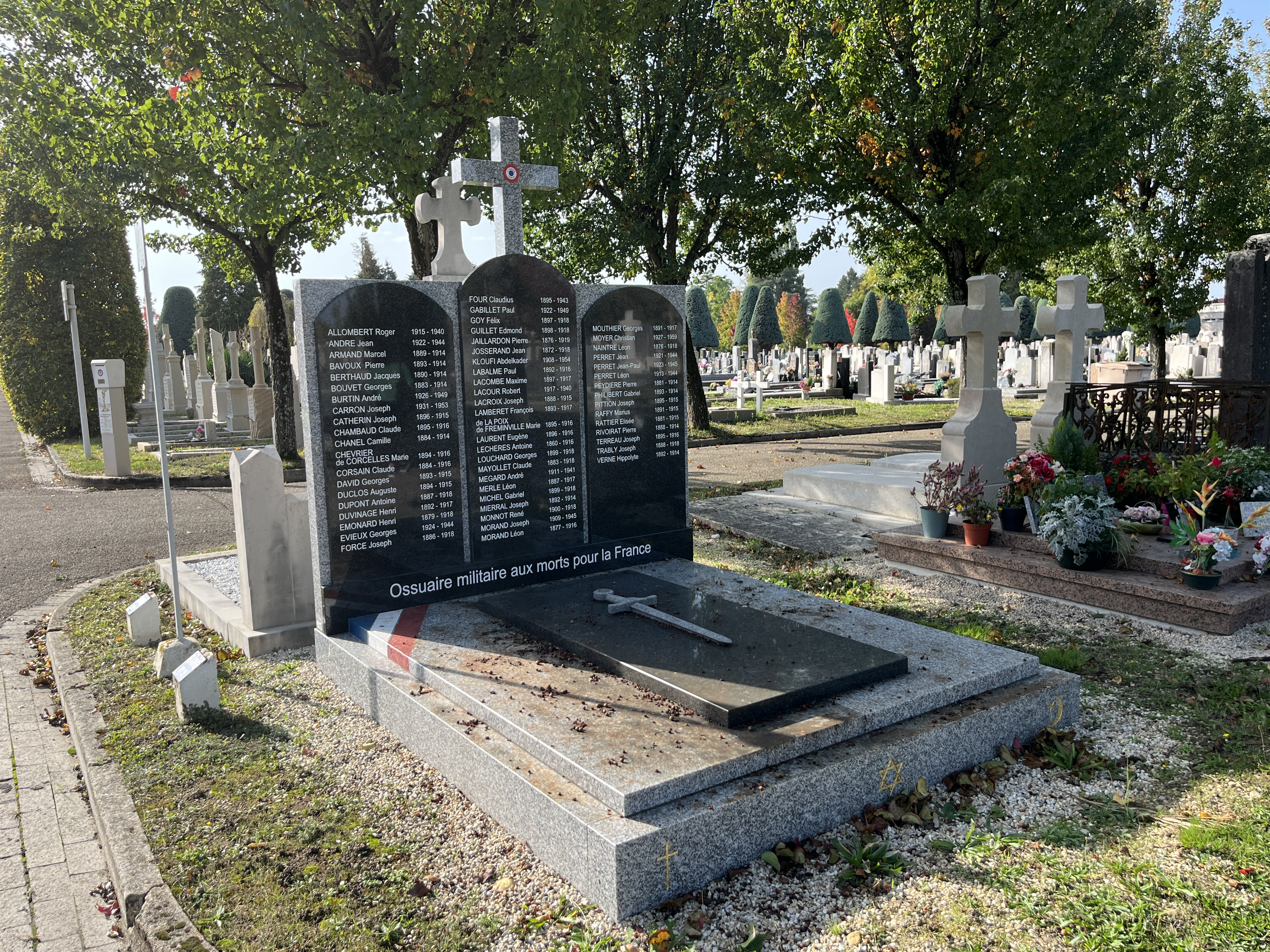
Ossuaire militaire.
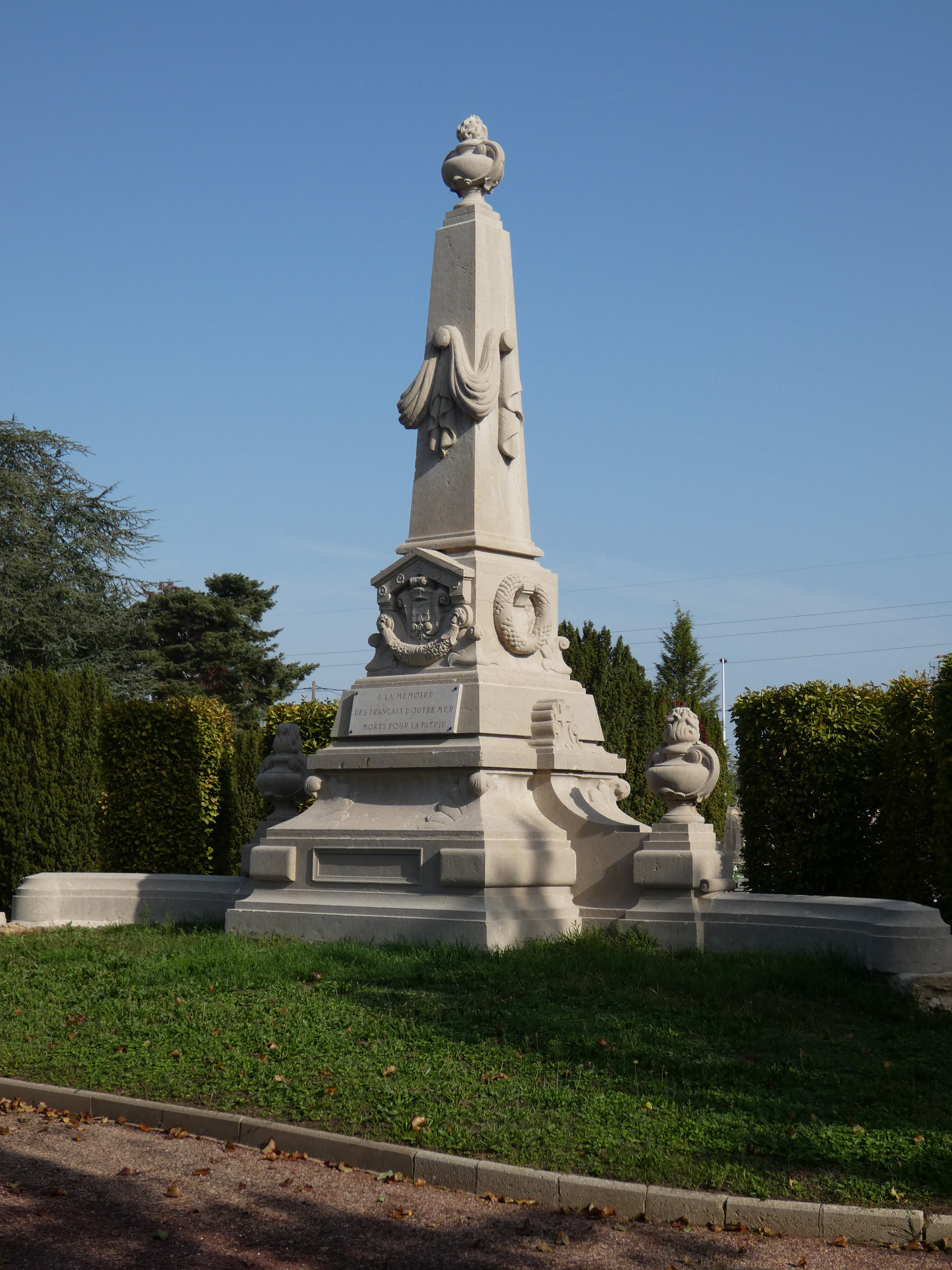
Monument à la mémoire des français d'outre-mer morts pour la patrie.
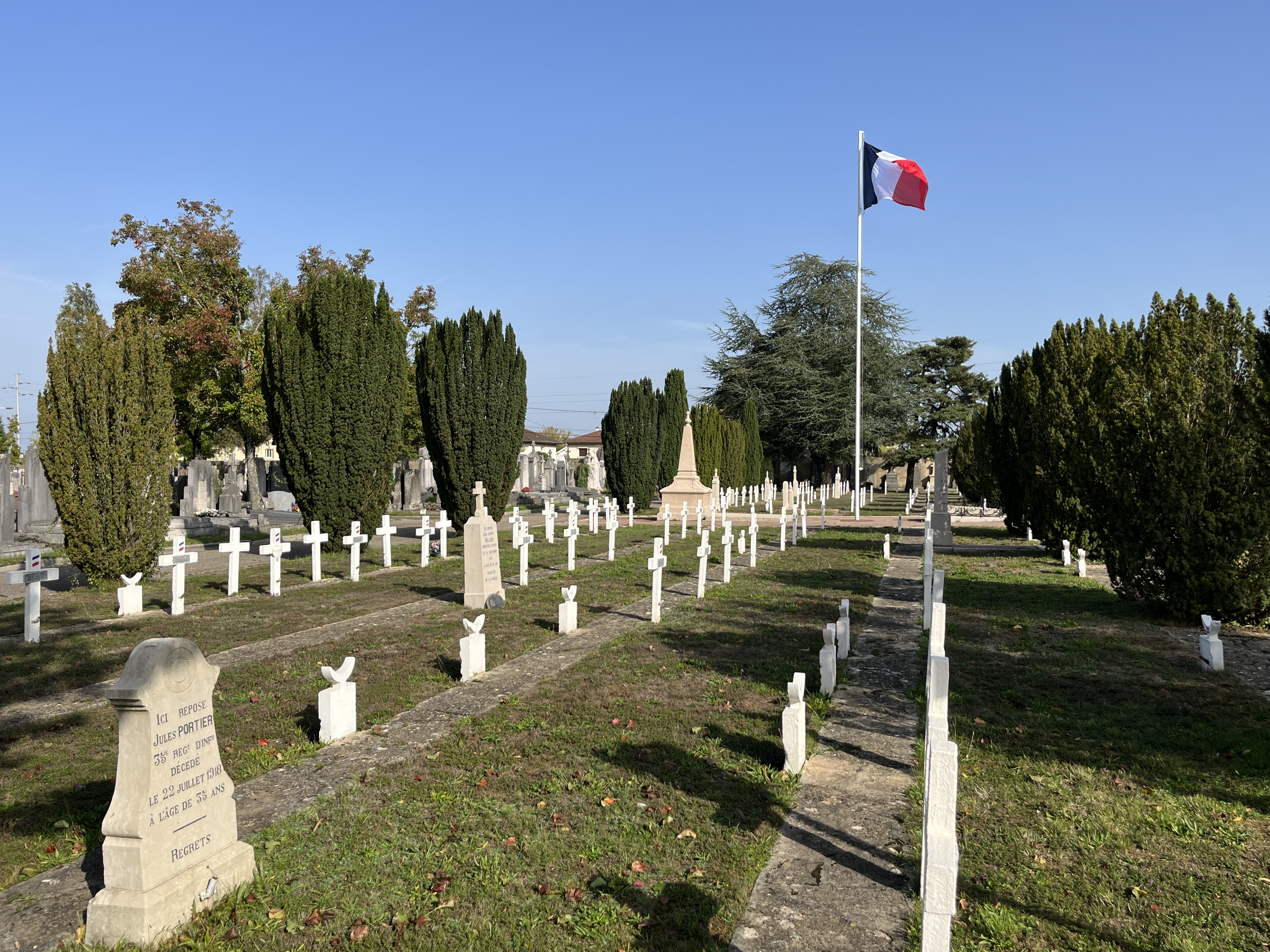
Vue du carré militaire.

## Personnalités inhumées
- Joseph Cabuchet, maire de Bourg de 1753 à 1768. Sa tombe est considérée comme la plus ancienne du cimetière[2].
- Claudius Four, Compagnon de la Libération.
- Elisa Blondel, artiste-peintre.
- Joseph-Marie Carriat (1810-1875)[4], bienfaiteur de la ville, un lycée porte son nom.
- Louis Mouthier (1884-1970), précurseur de l'aéronautique[5].
- Général de brigade Albert Senault (1835-1893).

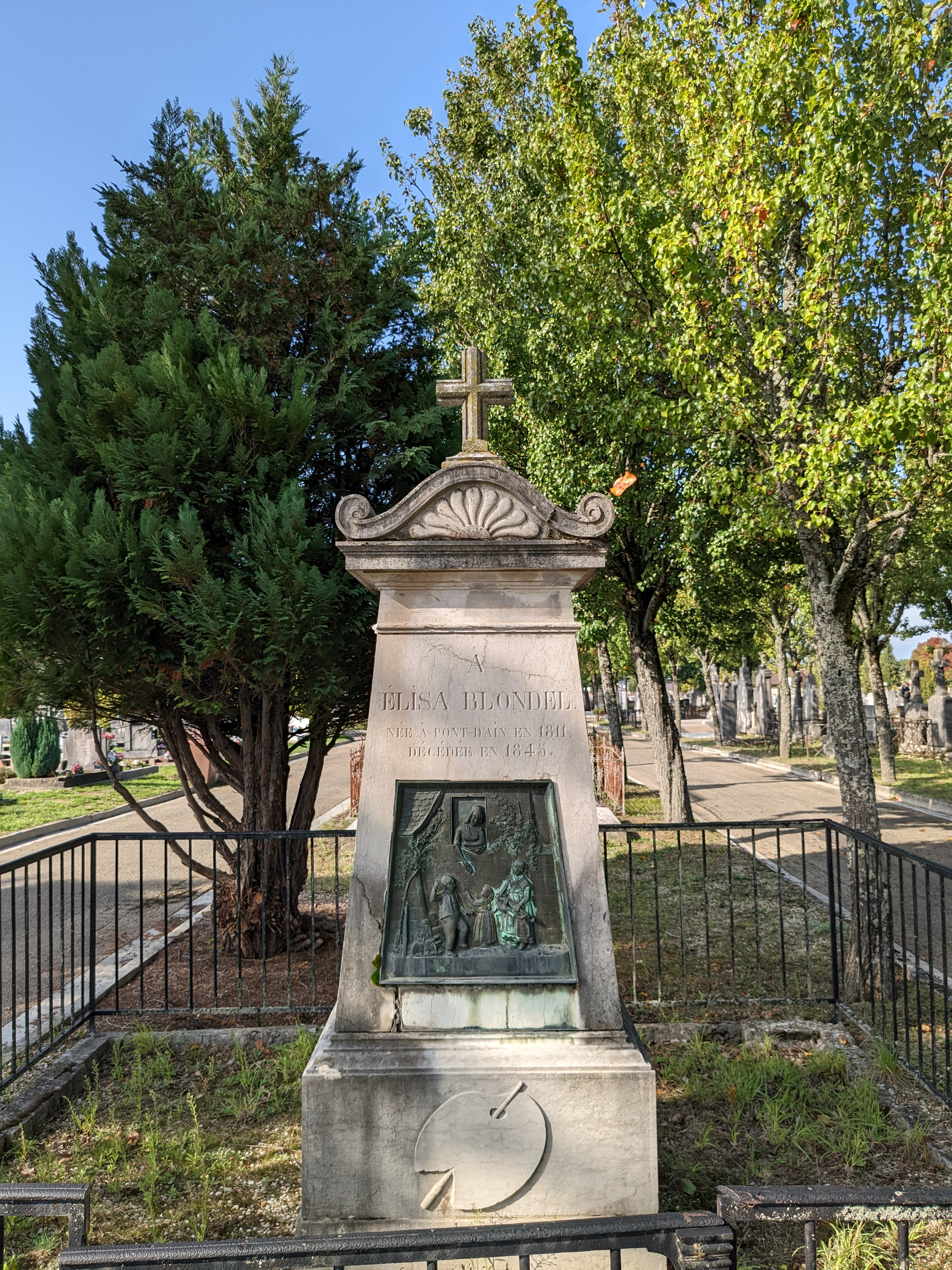
Tombe d'Elisa Blondel.
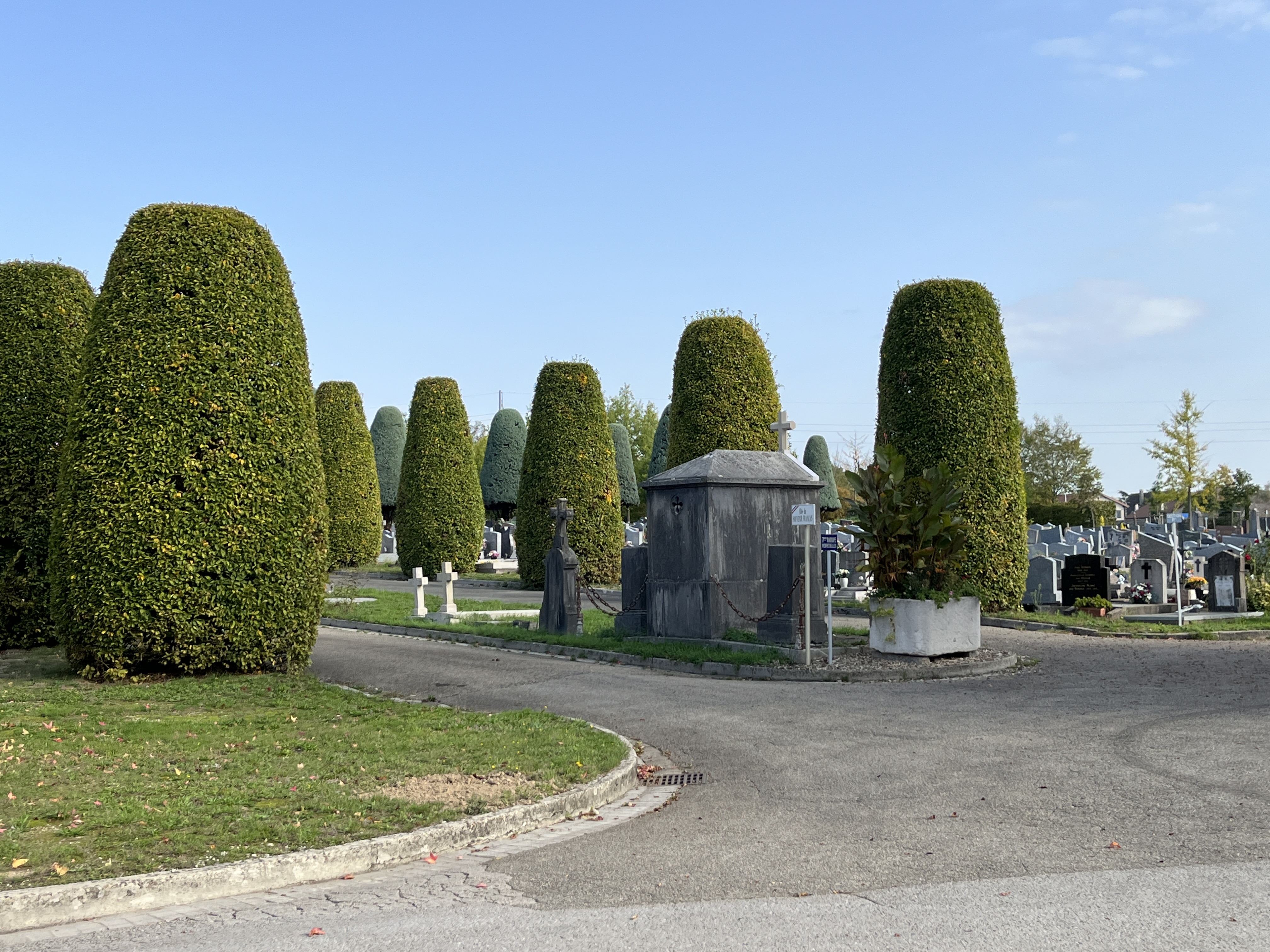
Vue du cimetière.
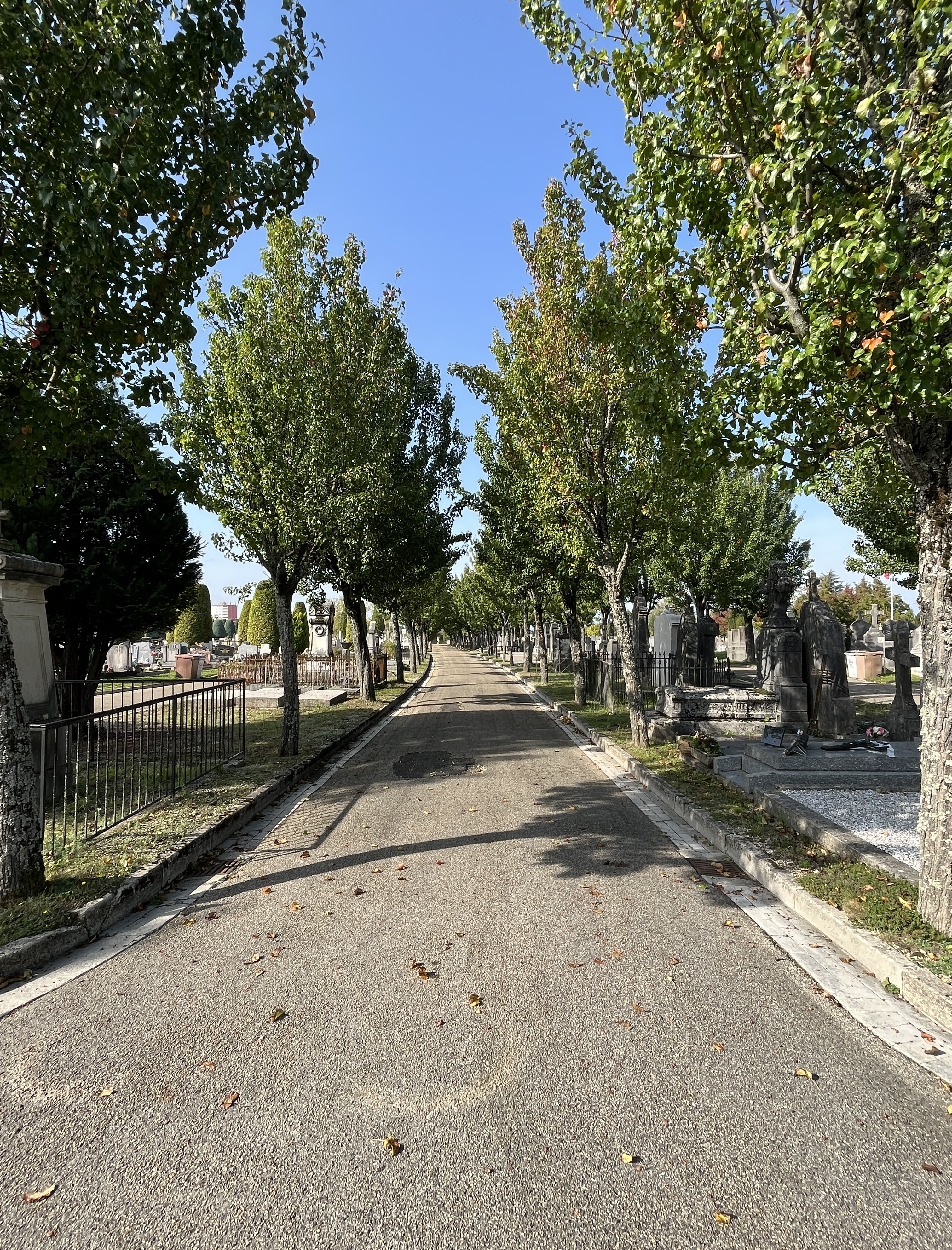
Une allée du cimetière.